# Берёзовский уезд
Берёзовский уезд — административная единица Тобольской губернии Российской империи, затем Тюменской губернии РСФСР. Уездный город — Берёзов.

## География
Уезд располагался на севере Тобольской губернии, занимая большую часть современного Ямало-Ненецкого автономного округа. Площадь уезда составляла 604 442,2 вёрст² (687 855,2 км²).

## История

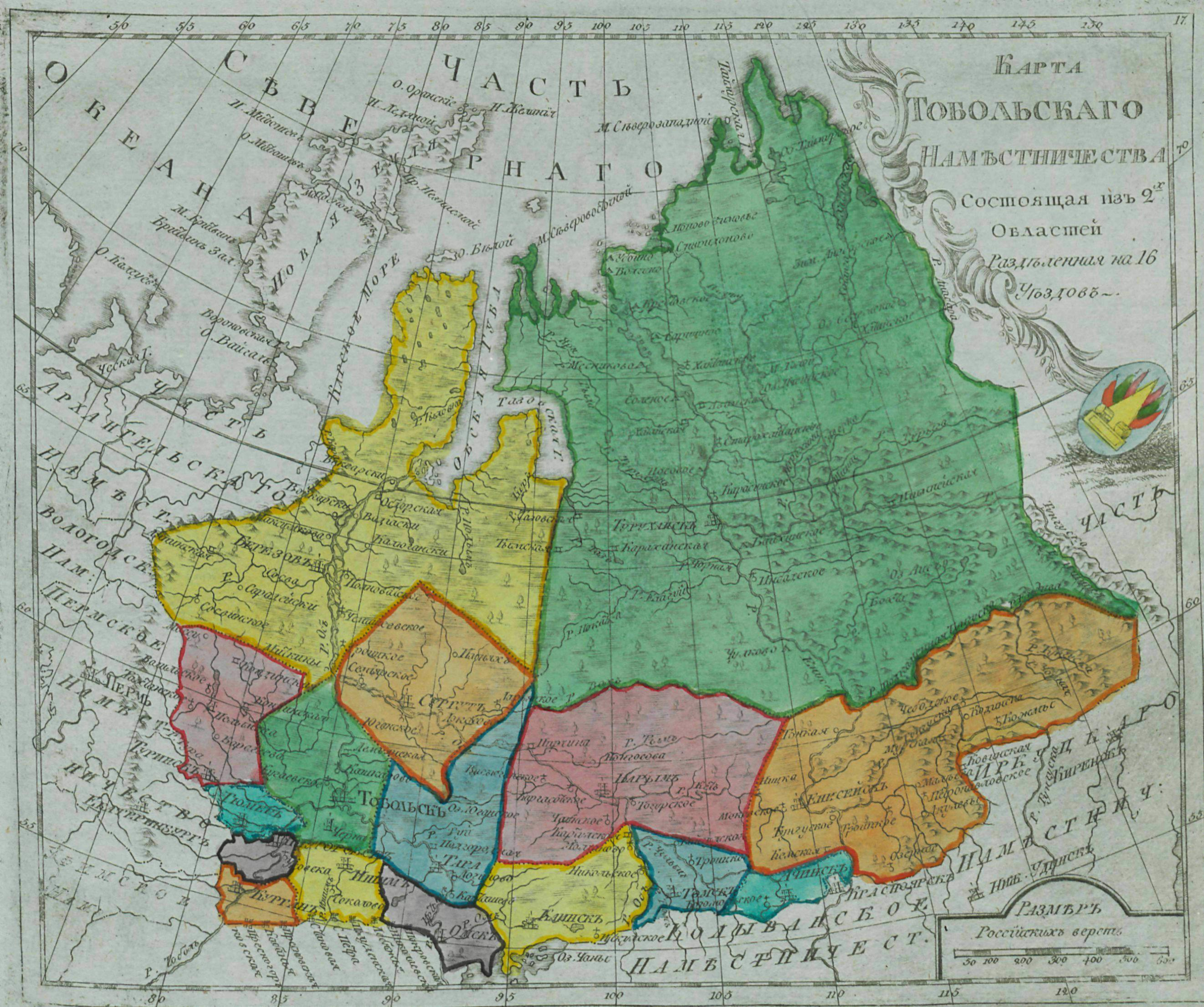
Берёзовский уезд, 1792 год

Образован в 1593 году. С начала XVII века — уезд Тобольского разряда. С 1708 года — Сибирской губернии. С 1719 года — Тобольской провинции Сибирской губернии. С 1764 года — Тобольской провинции Тобольской губернии. С 1782 года — в Тобольской области Тобольского наместничества. С 1796 года — в Тобольской губернии.
В начале XVII века включал ясачные волости: Подгородная; Сосвинская по реке Сосве; Ляпинская, Обдорская при устьях Оби и по реке Полую; Куноватская по реке Оби; Казымская по Оби и по реке Казыму; Кодская земля по Оби; Белогорская волость на Оби, между речкой Ендырь и устьем Иртыша.
В 1781—1784 годах к округе приписаны: Ляпинская волость (6 селений), Сосвинская волость (16 селений), Куноватская волость (10 селений), Обдорская волость, Казымская волость, Подгородная волость (9 селений). Также из Самаровского ведомства были переданы: Малоатлымский погост, Троицкий Кондинский погост (3 деревни); городки: Чемашевский, Вежакорский, Нарыкорский, юрты Катысанские; Шеркальский городок Естыльской волости (10 юрт), Нагакарский городок (3 юрты), Ендырская волость (6 юрт), Большой Атлымский городок (1 юрта), Малоатлымский городок, Ватухольская и Белогорская волости (8 юрт).
В начале 1920 года в результате преобразования Тобольской губернии уезд оказался в составе  Тюменской губернии РСФСР. Уезд включал следующие волости: Берёзовская (Подгородная), Елизаровская, Казымская, Кондинская, Кушеватская, Мужевская, Обдорская, Саранпаульская, Сосьвинская (Сартыньинская).
Упразднён постановлениями ВЦИК от 3 и 12 ноября 1923 года, территория вошла в состав Уральской области. При этом Берёзовская, Казымская, Кондинская, Саранпаульская и Сосьвинская волости вошли в состав Берёзовского района, Елизаровская волость — Самаровского района, Кушеватская, Мужевская и Обдорская волости — Обдорского района.

## Административно-территориальное деление
В 1913 году в состав уезда входило 11 волостей:
| - Березовская, - Елизаровская, - Казымская, - Кодская, - Кондинская, - Куноватская, | - Ляпинская, - Обдорская-Остякская - Обдорская-Самоедская, - Подгородная, - Сосьвинская. |

## Интересные факты
- По состоянию на 1917 год Берёзовский уезд был самым крупным по площади уездом в Российской империи.